# Miramont (Puèi Domat)
Miremont és un municipi francès situat al departament del Puèi Domat i a la regió d'Alvèrnia-Roine-Alps. L'any 2007 tenia 328 habitants.

## Demografia

### Població
El 2007 la població de fet de Miremont era de 328 persones. Hi havia 148 famílies de les quals 44 eren unipersonals (24 homes vivint sols i 20 dones vivint soles), 48 parelles sense fills, 36 parelles amb fills i 20 famílies monoparentals amb fills.
La població ha evolucionat segons el següent gràfic:
Habitants censats

### Habitatges
El 2007 hi havia 371 habitatges, 151 eren l'habitatge principal de la família, 165 eren segones residències i 55 estaven desocupats. 299 eren cases i 56 eren apartaments. Dels 151 habitatges principals, 125 estaven ocupats pels seus propietaris, 24 estaven llogats i ocupats pels llogaters i 2 estaven cedits a títol gratuït; 2 tenien una cambra, 9 en tenien dues, 23 en tenien tres, 38 en tenien quatre i 79 en tenien cinc o més. 70 habitatges disposaven pel capbaix d'una plaça de pàrquing. A 66 habitatges hi havia un automòbil i a 74 n'hi havia dos o més.

### Piràmide de població
La piràmide de població per edats i sexe el 2009 era:
| Homes | Edats   | Dones |
| ----- | ------- | ----- |
| 4     | 95 o +  | 0     |
| 0     | 90 a 94 | 0     |
| 0     | 85 a 89 | 4     |
| 4     | 80 a 84 | 12    |
| 12    | 75 a 79 | 20    |
| 12    | 70 a 74 | 20    |
| 4     | 65 a 69 | 4     |
| 20    | 60 a 64 | 8     |
| 8     | 55 a 59 | 0     |
| 12    | 50 a 54 | 20    |
| 20    | 45 a 49 | 12    |
| 12    | 40 a 44 | 4     |
| 4     | 35 a 39 | 8     |
| 8     | 30 a 34 | 8     |
| 8     | 25 a 29 | 8     |
| 4     | 20 a 24 | 8     |
| 8     | 15 a 19 | 12    |
| 4     | 10 a 14 | 0     |
| 0     | 5 a 9   | 16    |
| 8     | 0 a 4   | 0     |

## Economia
El 2007 la població en edat de treballar era de 207 persones, 142 eren actives i 65 eren inactives. De les 142 persones actives 130 estaven ocupades (79 homes i 51 dones) i 12 estaven aturades (4 homes i 8 dones). De les 65 persones inactives 39 estaven jubilades, 10 estaven estudiant i 16 estaven classificades com a «altres inactius».

### Ingressos
El 2009 a Miremont hi havia 156 unitats fiscals que integraven 328 persones, la mediana anual d'ingressos fiscals per persona era de 16.474 €.

### Activitats econòmiques
Dels 20 establiments que hi havia el 2007, 1 era d'una empresa extractiva, 1 d'una empresa de fabricació d'altres productes industrials, 5 d'empreses de comerç i reparació d'automòbils, 1 d'una empresa de transport, 7 d'empreses d'hostatgeria i restauració, 2 d'empreses immobiliàries i 3 d'empreses de serveis.
Dels 6 establiments de servei als particulars que hi havia el 2009, 1 era un taller de reparació d'automòbils i de material agrícola, 1 fusteria i 4 restaurants.
Dels 2 establiments comercials que hi havia el 2009, 1 era una botiga de menys de 120 m² i 1 una botiga d'electrodomèstics.
L'any 2000 a Miremont hi havia 25 explotacions agrícoles que ocupaven un total de 1.394 hectàrees.

## Poblacions més properes
El següent diagrama mostra les poblacions més properes.